# Corymorpha carnea
Corymorpha carnea är en nässeldjursart som först beskrevs av Clark 1876.  Corymorpha carnea ingår i släktet Corymorpha och familjen Corymorphidae. Inga underarter finns listade i Catalogue of Life.

## Bildgalleri

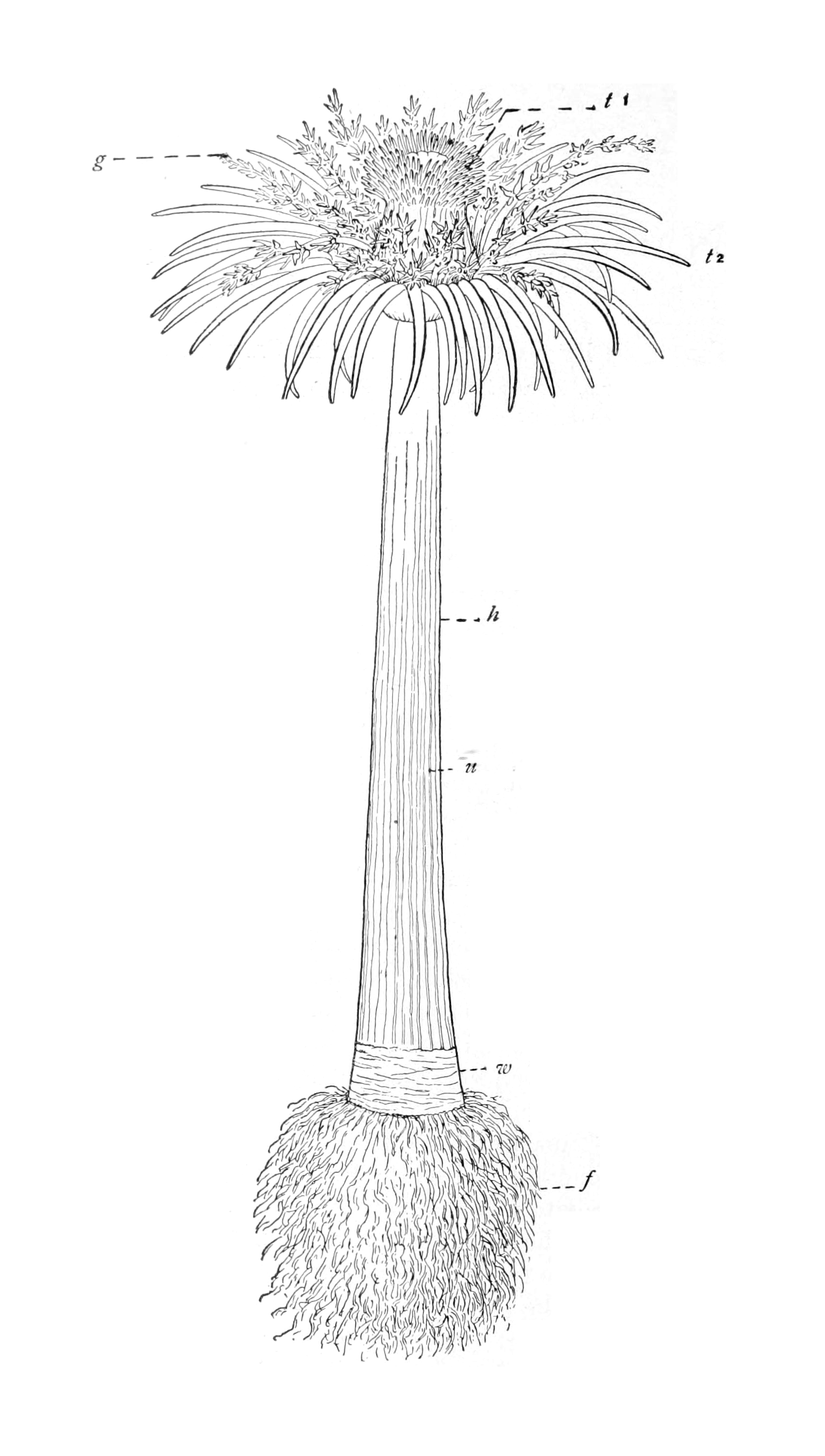